# Mario Duplantier
Mario François Duplantier (ur. 19 czerwca 1981) – francuski perkusista, grafik i malarz. Mario Duplantier znany jest przede wszystkim z występów w grupie muzycznej Gojira, którą współtworzy m.in. wraz ze starszym bratem Joe, który jest wokalistą i gitarzystą. Duplantier ma także starszą siostrę - Gabrielle, która jest fotografem.

## Wystawy
- L'Atabal, Biarritz, Francja, 2010, wystawa indywidualna
- Inferno Festival, Théâtre Sévelin 36, Lozanna, Szwajcaria, 2014, wystawa indywidualna[3][4]

## Instrumentarium
| Talerze perkusyjne Zildjian - 20" Oriental China Trash - 13" A Custom hi-hats - 18" A Custom Projection Crash - 17" A Custom Projection Crash - 18" A Custom Projection Crash - 21" Z Custom Mega Bell Ride - 20" Oriental China Trash Osprzęt - Iron Cobra Power Glide Twin Pedal (HP900PTWL) - Iron Cobra Lever Glide Hi-Hat Stand (HH905) - 1st Chair Ergo-Rider Drum Throne (HT730) |  | Bębny Tama Superstar Custom - 18"x22" Bass Drum (SLB22E) - 18"x22" Bass Drum (SLB22E) - 5.5"x14" Snare Drum (SLS55) - 10"x13" Tom Tom (SLT13A) - 11"x14" Tom Tom (SLT14A) - 16"x16" Floor Tom (SLT16A) - 5.5"x14" Snare Drum (SLS55) Pałki perkusyjne - Regal Tip Metal X |

## Dyskografia
- Obscure Sphinx - Epitaphs (2016, oprawa graficzna)[8]